# Sentier aquatique
Ne doit pas être confondu avec Sentier sous-marin.

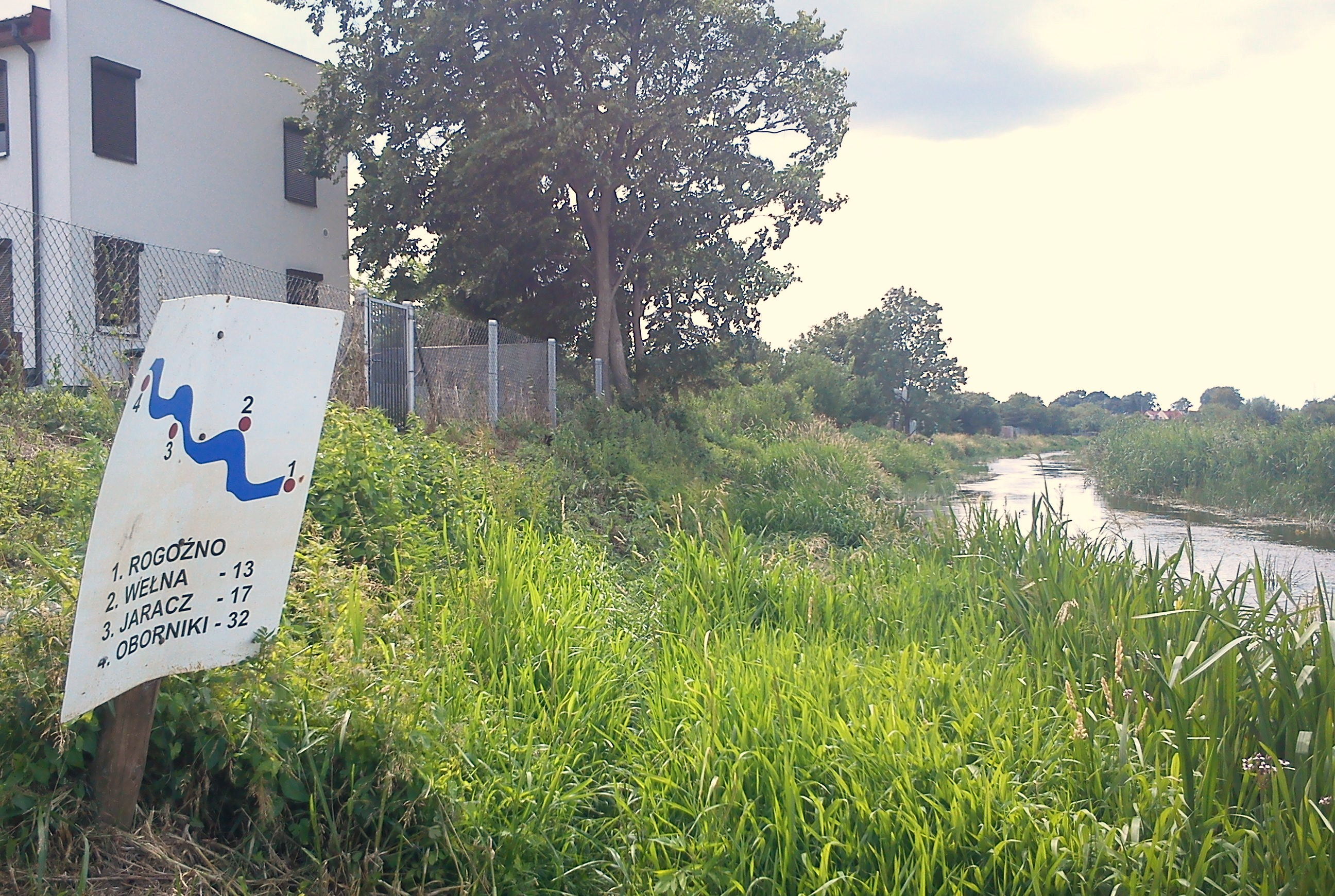
Sentier aquatique de Rogozno

Un sentier aquatique est une section d'un réseau des voies navigables connue pouren permettre l'usage du canoë-kayak à titre récréatif. Le Congaree River Blue Trail, par exemple, est un sentier aquatique de Caroline du Sud, aux États-Unis, qui suit le cours de la Congaree en bordure du parc national de Congaree.